# Fenny ten Bosch
Fenny Jeanne Ida de Soet-ten Bosch (geboren in 1935 – Den Haag, 16 januari 1959) was een Nederlands tennisspeelster.

## Biografie
Ten Bosch was een dochter van de architect Wim ten Bosch. Het gezin had een eigen tennisbaan bij de woning aan het Oosteinde in Voorburg. Als jonge tiener kreeg ze wekelijks les van een door haar vader ingehuurde privétrainer. Later kreeg ze les van voormalig tenniskampioene Molly Jonquière en de latere bondscoach Joop de Mos.
In 1951 werd ze op zestienjarige leeftijd jeugdkampioene van Nederland en nam ze voor het eerst deel aan de nationale kampioenschappen. In 1952 verloor ze de finale in het enkelspel van Jopie Roos-van der Wal, maar won ze met Nel Hermsen de titel in het dubbelspel. Een jaar later sleepte ze de titels in zowel het enkelspel, het damesdubbelspel (met Hermsen) als het gemengd dubbelspel (met Huib Wilton) binnen. In 1955 volgde nog een dubbelspeltitel met de intussen gehuwde Nel van der Storm-Hermsen. In 1952 won ze als eerste Nederlandse speelster het juniorentoernooi van Wimbledon.
Ze trouwde met Jan de Soet, werd moeder en werd in 1958 onder de naam Fenny de Soet-ten Bosch opnieuw Nederlands kampioen in het enkelspel. In deze periode was ze tevens op televisie te zien als jurylid in het door Mies Bouwman gepresenteerde quizprogramma Van je familie moet je 't hebben. Begin 1959 overleed ze plotseling op 23-jarige leeftijd nadat ze thuis onwel geworden was. Ze was op dat moment zwanger van een tweede kind.

## Resultaten grandslamtoernooien
| Legenda | Legenda                          |
| ------- | -------------------------------- |
| g.t.    | geen toernooi gehouden           |
| l.c.    | lagere categorie                 |
| –       | niet deelgenomen                 |
| G       | uitgeschakeld in de groepsfase   |
| 1R      | uitgeschakeld in de eerste ronde |
| 2R      | uitgeschakeld in de tweede ronde |
| 3R      | uitgeschakeld in de derde ronde  |
| 4R      | uitgeschakeld in de vierde ronde |
| KF      | uitgeschakeld in de kwartfinale  |
| HF      | uitgeschakeld in de halve finale |
| F       | de finale verloren               |
| W       | het toernooi gewonnen            |
| w-v     | winst/verlies-balans             |

### Enkelspel
| toernooi        | 1952 | 1953 | 1954 | 1955 |
| --------------- | ---- | ---- | ---- | ---- |
| Australian Open | –    | –    | –    | –    |
| Roland Garros   | 1R   | 2R   | –    | 3R   |
| Wimbledon       | –    | 1R   | 2R   | 3R   |
| US Open         | –    | –    | –    | –    |

### Vrouwendubbelspel
| toernooi        | 1953 | 1954 | 1955 |
| --------------- | ---- | ---- | ---- |
| Australian Open | –    | –    | –    |
| Roland Garros   | 2R   | –    | 2R   |
| Wimbledon       | 1R   | 1R   | 1R   |
| US Open         | –    | –    | –    |

### Gemengd dubbelspel
| toernooi        | 1953 | 1954 | 1955 |
| --------------- | ---- | ---- | ---- |
| Australian Open | –    | –    | –    |
| Roland Garros   | –    | –    | –    |
| Wimbledon       | 2R   | 2R   | 1R   |
| US Open         | –    | –    | –    |